# NGC 3287
NGC 3287 (другие обозначения — UGC 5742, MCG 4-25-32, ZWG 124.38, IRAS10320+2154, PGC 31311) — галактика в созвездии Лев.
Этот объект входит в число перечисленных в оригинальной редакции «Нового общего каталога».
В галактике вспыхнула сверхновая SN 2013ge типа Ic, её пиковая видимая звездная величина составила 16,8.
Галактика NGC 3287 входит в состав группы галактик NGC 3227. Помимо NGC 3287 в группу также входят ещё 15 галактик.